# José de Cañas
Ne pas confondre avec le professeur d'université et homme politique José Simeón Cañas
Pour les articles homonymes, voir Cañas.
José de Cañas (Jerez de la Frontera, 1646 - Séville, 1735), est un jésuite, mathématicien et recteur de collège espagnol.

## Biographie
José de Cañas fit l'ensemble de ses études comme Jésuite en Andalousie. Il fait sa philosophie à Cordoue et sa théologie à Grenade. Sa formation théologique achevée, il est employé à différentes tâches (enseignement et prédications). Éprouvant une certaine réserve pour la philosophie néoscolastique il décide de se réorienter vers l'étude des sciences. Il soutient une thèse en mathématiques. Il s'intéresse à la géographie, aux sciences de la mer mais aussi au droit. Son don pour les sciences est remarqué par ses supérieurs qui décident de le nommer professeur de mathématiques à Cadix (1684-1692). 
Entre 1684 et 1692 il devient conseiller théologique de l'évêque de Cadix. À partir de 1692 il devient recteur du collège de Carmona avant de devenir entre 1699 et 1703 recteur du collège de Cadix. À partir de 1720  il prit part à diverses controverses politico-religieuses qui lui valurent tant de ses frères Jésuites que du monde de la cour et du clergé un certain nombre de critiques.

### Ses écrits
Outre sa thèse de mathématiques, José de Cañas écrira un certain nombre d'ouvrages scientifiques (un en particulier sur la trigonométrie), publiés souvent sous des pseudonymes. On lui attribue d'avoir participé à la traduction et à l'écriture de deux ouvrages traitant des Exercices Spirituels de saint Ignace.  